# Сантус (коммуна)
Санту́с (фр. Sentous, окс. Sent Ors) — коммуна во Франции, находится в регионе Юг — Пиренеи. Департамент — Верхние Пиренеи. Входит в состав кантона Галан. Округ коммуны — Тарб.
Код INSEE коммуны — 65419.

## География

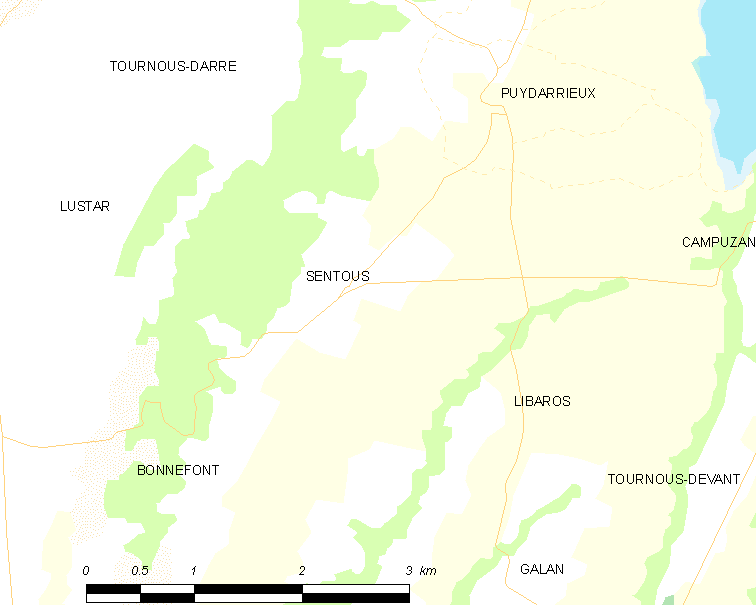
Карта коммуны

Коммуна расположена приблизительно в 640 км к югу от Парижа, в 95 км северо-западнее Тулузы, в 26 км к востоку от Тарба.
Коммуна расположена на плато Ланнемезан. На западе коммуны протекает река Баиз.

## Климат
Климат умеренно-океанический с солнечной тёплой погодой и обильными осадками на протяжении практически всего года.

## Население
Население коммуны на 2010 год составляло 77 человек.
| 1962 | 1968 | 1975 | 1982 | 1990 | 1999 | 2010 |
| ---- | ---- | ---- | ---- | ---- | ---- | ---- |
| 133  | 135  | 132  | 113  | 120  | 105  | 77   |

## Администрация
| Период | Период | Фамилия              | Партия | Примечания |
| ------ | ------ | -------------------- | ------ | ---------- |
| 2001   | 2020   | Изабель Фуке-Стоклен |        |            |

## Экономика
В 2010 году среди 44 человек трудоспособного возраста (15-64 лет) 28 были экономически активными, 16 — неактивными (показатель активности — 63,6 %, в 1999 году было 69,8 %). Из 28 активных жителей работали 24 человека (12 мужчин и 12 женщин), безработных было 4 (1 мужчина и 3 женщины). Среди 16 неактивных 3 человека были учениками или студентами, 7 — пенсионерами, 6 были неактивными по другим причинам.